# Azud de Ojós
El Azud de Ojós es una presa de hormigón por gravedad construida en 1978 sobre el río Segura, en el estrecho del Solvente, entre los municipios de Ojós y Blanca, en la Región de Murcia (España). La obra constituye el punto de distribución principal del sistema de trasvase Tajo-Segura y representa una de las infraestructuras hidráulicas más importantes del sureste español.

## Ubicación y características técnicas

### Localización
La presa se sitúa en el estrecho del Solvente, un angostamiento natural del valle del río Segura que ha sido históricamente un punto estratégico para el control de las aguas. Las coordenadas UTM ETRS89 son X=644.372, Y=4.224.979.

### Características estructurales
| Parámetro              | Valor                 |
| ---------------------- | --------------------- |
| Tipo de presa          | Hormigón por gravedad |
| Altura sobre cimientos | 19,5 metros           |
| Altura sobre cauce     | 17,67 metros          |
| Longitud de coronación | 53 metros             |
| Volumen de hormigón    | 19.511 m³             |
| Volumen de excavación  | 17.954 m³             |
| Año de construcción    | 1978                  |
| Capacidad del embalse  | 0,85 hm³              |
| Superficie embalsada   | 85 hectáreas          |

### Sistema de cimentación
La presa presenta una solución de cimentación innovadora diseñada por el ingeniero A. Botía para superar las difíciles condiciones geológicas del sitio. Debido a la presencia de depósitos aluviales sobre roca caliza, se empleó un sistema de doble pantalla de pilotes tangentes de hormigón armado que se extienden hasta 17 metros de profundidad para alcanzar el sustrato rocoso competente.

### Elementos hidráulicos
La estructura cuenta con:
- Tres vanos de aliviadero de 9 metros cada uno con compuertas rectangulares
- Capacidad total de evacuación: 1.139,50 m³/s
- Cuatro desagües de fondo controlados con capacidad de 160 m³/s
- Cuenco amortiguador aguas abajo protegido con escollera

## Historia

### Antecedentes y planificación
El proyecto del Azud de Ojós tiene sus orígenes en el Plan Nacional de Obras Hidráulicas de 1933, elaborado por el ingeniero Manuel Lorenzo Pardo. La iniciativa recibió aprobación parlamentaria durante la Segunda República Española bajo el impulso del ministro socialista Indalecio Prieto.

### Cronología del desarrollo
- 1933: Primera conceptualización en el Plan Nacional de Obras Hidráulicas
- 1936-1966: Suspensión del proyecto debido a la Guerra Civil y posguerra
- 1966: Reactivación mediante Orden Ministerial del 30 de julio
- 1971: Aprobación de la Ley de Aprovechamiento Conjunto Tajo-Segura
- 1975: Inicio de las obras de construcción
- 1978: Finalización de la presa
- 1979: Llegada de las primeras aguas del Tajo

### Contexto del desarrollo hidráulico español
La construcción del Azud de Ojós se enmarca en el período de máximo desarrollo de infraestructuras hidráulicas en España, durante el cual se construyeron 276 presas hasta 1970, representando el período más intensivo de construcción de presas en la historia española.

## Función hidráulica

### Papel en el trasvase Tajo-Segura
El Azud de Ojós constituye el nudo de distribución principal del sistema de trasvase Tajo-Segura, una de las transferencias de agua entre cuencas más ambiciosas de Europa. 
La infraestructura permite:
- Distribución a 2,5 millones de habitantes en el sureste español
- Riego de 140.000 hectáreas de tierra agrícola
- Suministro por gravedad al canal de la margen izquierda y al sistema de canales de Crevillente
- Elevación de 150 metros para el sistema de la margen derecha hacia los embalses reguladores

### Capacidad de transferencia
El sistema está diseñado para transferir:
- Primera fase: 600 hm³ anuales
- Capacidad máxima proyectada: 1.000 hm³ anuales

## Importancia cultural e histórica

### El Valle de Ricote
La ubicación del azud en el Valle de Ricote le confiere una significación cultural excepcional. Esta comarca fue el último reducto morisco de la Península Ibérica hasta la expulsión de 1614, manteniendo tradiciones islámicas de gestión del agua durante más de 800 años tras la conquista cristiana.

### El Pino del Solvente
Cerca del emplazamiento de la presa se encontraba el histórico Pino del Solvente, punto de reunión anual de las aljamas mudéjares del valle durante la Baja Edad Media. Bajo este árbol se celebraban asambleas el día de San Juan para elegir autoridades locales, simbolizando la unidad y resistencia de las comunidades musulmanas. El pino original desapareció entre 1550-1582, pero se plantó uno nuevo en 2013 como símbolo de memoria histórica.

### Continuidad en la gestión del agua
La gestión moderna del agua en el sitio representa una evolución tecnológica de las tradiciones islámicas de irrigación que datan del siglo VIII, cuando los ingenieros andalusíes desarrollaron sofisticados sistemas de acequias que permanecen parcialmente funcionales en la actualidad.

## Impacto ambiental y conservación

### Transformación ecológica
El embalse ha creado un ecosistema de humedal de 85 hectáreas clasificado como "humedal de importancia para las aves acuáticas". El área alberga diversas especies de avifauna incluyendo:
- Garza real (Ardea cinerea)
- Garceta común (Egretta garzetta)
- Garcilla bueyera (Bubulcus ibis)
- Avetorillo común (Ixobrychus minutus)
- Martinete común (Nycticorax nycticorax)

### Protección ambiental
El sitio cuenta con designación como Zona de Especial Protección para las Aves (ZEPA), reconociendo su importancia para especies amenazadas como la cerceta pardilla (Marmaronetta angustirostris) y la malvasía cabeciblanca (Oxyura leucocephala).

## Turismo y patrimonio

### Infraestructura turística
El entorno del azud cuenta con:
- Área recreativa La Navela con instalaciones para visitantes
- Mirador del Azud de Ojós con vistas panorámicas
- Centro de Interpretación de la Naturaleza en el edificio rehabilitado de la Fábrica de la Luz en Blanca
- Rutas de senderismo: circuito circular de 9 km y ruta extendida de 17 km

### Gestión cultural
El Centro de Interpretación, gestionado por la asociación Caramucel, ofrece:
- Programas de educación ambiental
- Visitas guiadas interpretativas
- Actividades de observación de aves
- Conferencias académicas anuales

### Candidatura UNESCO
Desde 2009, el Valle de Ricote, incluyendo el Azud de Ojós, forma parte de los esfuerzos para obtener la designación como Patrimonio Mundial de la UNESCO, con especial énfasis en los sistemas tradicionales de irrigación como Patrimonio Agrícola Mundial.

## Estado actual y perspectivas

### Operación
La presa mantiene plena operatividad en su función de distribución de aguas del trasvase Tajo-Segura, sirviendo tanto a los canales principales de la margen derecha (CPMD) como de la margen izquierda (CPMI). Su clasificación de riesgo Categoría A requiere estrictos estándares de seguridad y monitoreo regular.

### Modelo de turismo sostenible
El sitio sirve como modelo de turismo patrimonial sostenible, equilibrando los beneficios económicos con los requisitos de conservación. Las restricciones al baño mantienen tanto la seguridad de los visitantes como la protección del ecosistema en esta instalación hidráulica activa.